# Емма Толл
Емма Гельфрід Шарлотта Толл (швед. Emma Helfrid Charlotta Toll; 23 липня 1847, Нючепінг — 25 січня 1917, Стокгольм) — шведська художниця, кресляр і вчитель малювання.

## Біографія
Толль, яка була дочкою майстра-кравця Йохана Толля та Гельфріди Свенссон, навчалася в Академії мистецтв у Стокгольмі у 1864—1870 роках. У 1878—1883 роках вона перебувала в Парижі, де навчалася у Анрі Жерве, Жана-Жака Еннера та Каролюса-Дюрана. Повернувшись до Швеції, вона була прийнята вчителем малювання в школу Анни Сандстрьом, де працювала до 1897 року. Окрім своєї посади, вона також давала приватні уроки малювання та живопису.
Виставлялася в Паризькому салоні в 1880—1881 роках і брала участь у Північній промисловій і художній виставці в Копенгагені в 1888 році. У Швеції протягом багатьох років вона брала участь у численних виставках, організованих Шведською асоціацією художників у Стокгольмі, Асоціацією Шведських художників, Художньою галереєю Лільєвальха, загальною художньою асоціацією Швеції, і була представлена на виставці Академії мистецтв у 1885 році двома портретами.
У молодому віці вона належала до кола навколо Уно Тройлі та його дружини. Вона жила в готелі Брункеберга, який тоді був домом для багатьох художників того часу, включаючи Акселя Фалькранца та Джулію Стрьомберг. Її мистецтво складається з квіткових натюрмортів, портретів і жанрових картин, виконаних олією або пастеллю.
Твори Толь представлені в музеї Естергьотланд, Національному музеї, Музеї Бохуслена та Скандинавськрму музеї.
Похована на Північному кладовищі поблизу Стокгольма.

## Твори

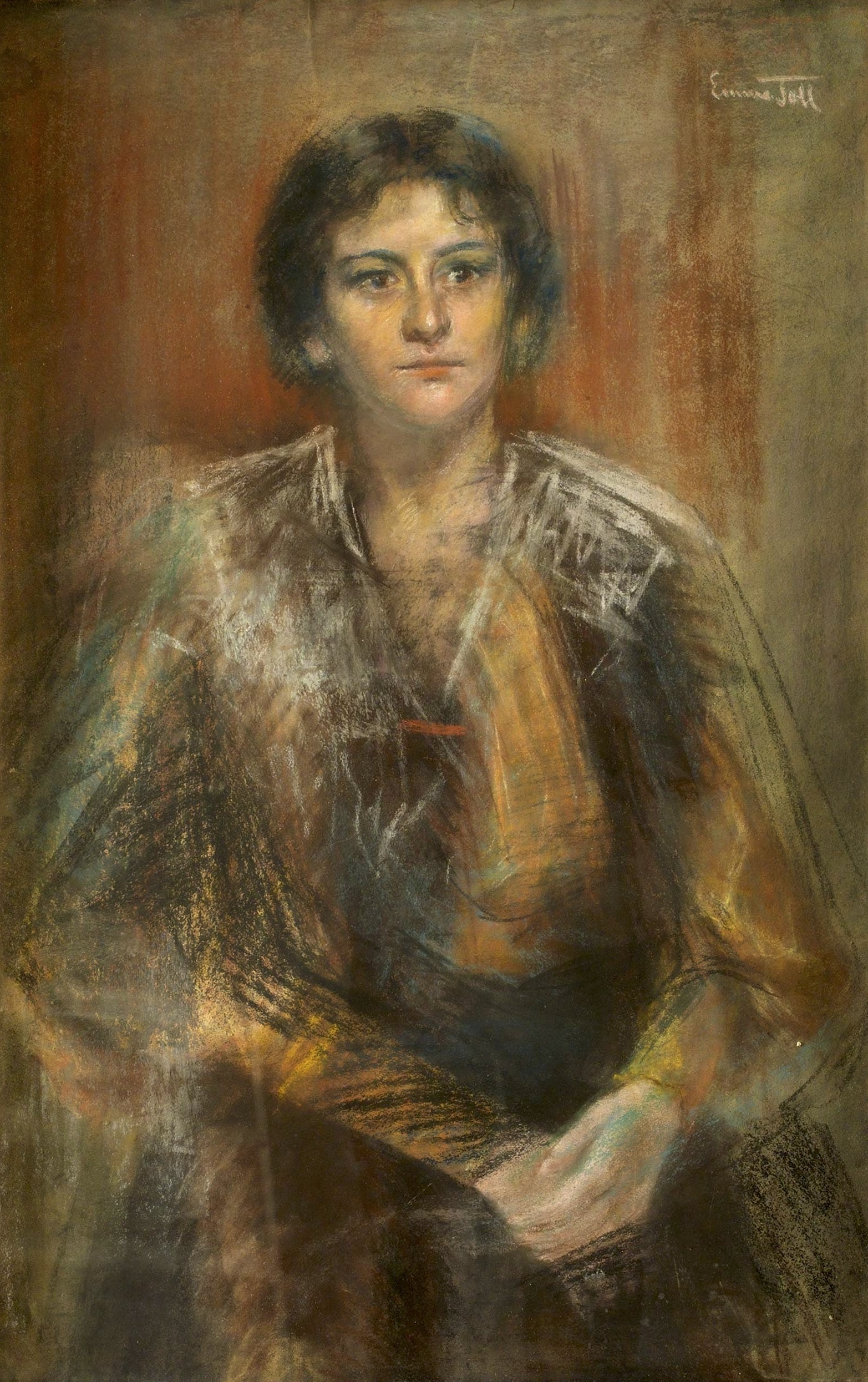
Porträtt av en ung kvinna
Utsikt från Centralplan mot Riddarholmen